# جان سالومو
جان سالومو مواليد 26 يوليو 1990 في بلجيكا، هو لاعب كرة سلة بلجيكي. بدأ مسيرته الاحترافية في سنة 2011. يلعب مع نادي أوستند لكرة السلة في الدوري البلجيكي لكرة السلة الدرجة الأولى. يحمل الرقم 13. يبلغ طوله 6 قدم 9 بوصة (2.1 م).

## الإنجازات
نادي أوستند لكرة السلة
- الدوري البلجيكي لكرة السلة الدرجة الأولى (4): 2013، 2014، 2015، 2016
- كأس بلجيكا لكرة السلة (6): 2010، 2013، 2014، 2015، 2016، 2017

## روابط خارجية
- جان سالومو على موقع الاتحاد الدولي لكرة السلة (الإنجليزية)
- جان سالومو على موقع الدوري الأوروبي لكرة السلة (الإنجليزية)
- جان سالومو على موقع كرة السلة الأوروبية.كوم (الإنجليزية)
- جان سالومو على موقع ريلجم (الإنجليزية)
- جان سالومو على موقع بروبوليرز (الإنجليزية)
- جان سالومو على موقع سبورتس رفرنس (الإنجليزية)